# آلما روبنس
آلما روبنس (انگلیسی: Alma Rubens؛ ۱۹ فوریهٔ ۱۸۹۷ – ۲۲ ژانویهٔ ۱۹۳۱) یک هنرپیشه اهل ایالات متحده آمریکا بود.